# كيفين أوليفيرا
كيفين أوليفيرا هو لاعب كرة قدم برتغالي في مركز الوسط، ولد في 8 يونيو 1996 في ساو فيسنتي في الرأس الأخضر. لعب مع نادي كوفيليا.

## وصلات خارجية
- كيفين أوليفيرا على موقع الدوري الأمريكي (الإنجليزية)
- كيفين أوليفيرا على موقع قاعدة بيانات كرة القدم.إي يو (الإنجليزية)
- كيفين أوليفيرا على موقع ناشيونال فوتبول تيمز (الإنجليزية)
- كيفين أوليفيرا على موقع Soccerway.com (الإنجليزية)